# Ulica Wąska w Krakowie
Ulica Wąska – ulica w Krakowie, w dzielnicy I Stare Miasto, na Kazimierzu. 
Łączy ulicę Józefa z ulicą św. Wawrzyńca. Jest jednojezdniowa.

## Historia
Do drugiej połowy XIX wieku stanowiła przedłużenie obecnej ulicy Jakuba i nosiła jej kolejne nazwy. Wytyczenie ulicy Wąskiej nastąpiło wskutek regulacji w 1888 roku i budowy gmachu dawnej Szkoły Miejskiej (od 1992 VI Liceum Ogólnokształcącego im. Adama Mickiewicza), która zajęła większą część dawnej ulicy.
Na planie miasta z 1791 roku fragment ulicy Józefa, będącym dziś ulicą Wąską został oznaczony jako bezimienna Przetnica, a na planie z 1844 roku oznaczony została jako przecznica św. Wawrzyńca. Obecna nazwa ulicy zaczęła być stosowana w drugiej połowie XIX wieku, kiedy to przestała być częścią ul. Józefa.

## Zabudowa
- ul. Wąska (ul. Józefa 21) – Dom, 1820–1822[a].
- ul. Wąska 2 (ul. Józefa 23) – Kamienica, XVII wiek.
- ul. Wąska 3–5–7 – Gmach dawnej Szkoły Miejskiej (ob. VI LO im. Adama Mickiewicza). Projektował Jan Zawiejski, 1906[b].
- ul. Wąska 10 – Kamienica. Projektował Samuel Singer, 1921.
- ul. Wąska 12 – Kamienica. Projektował Antoni Dostal, 1920.

Opracowano na podstawie źródła: Gminnej ewidencji zabytków – Kraków.

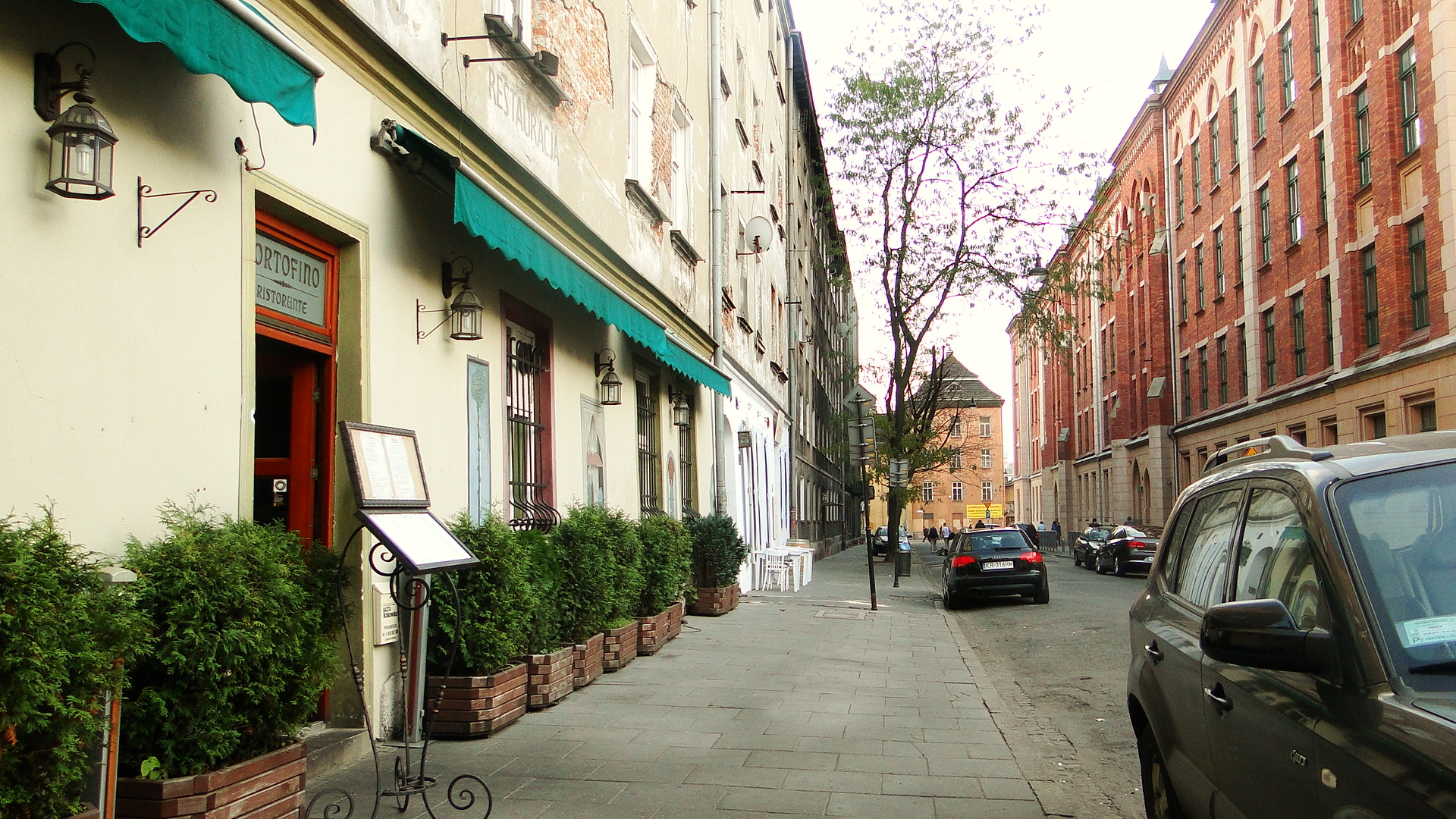
Widok z ul. Józefa